# Ephedra sarcocarpa
Ephedra sarcocarpa — вид голонасінних рослин класу гнетоподібних.

## Поширення, екологія
Країни проживання: Афганістан; Іран; Пакистан. Зустрічається від 800 м до 1850 м. Чагарник, знайдений в напівпустельних чагарниках на сухих рівнинах. Пов'язаний з Zygophyllum atriplicioides, Salsola tomentosa, Artemisia meyeri, Astragalus.

## Використання
Стебла більшості членів цього роду містять алкалоїд ефедрин і відіграють важливу роль в лікуванні астми та багатьох інших захворювань дихальної системи.

## Загрози та охорона
На рослині пасуться верблюди, але це не вважається серйозною загрозою. Не відомий в охоронних районах або ботанічних садах.
| Шишки секвоядендрону | Це незавершена стаття про голонасінні. Ви можете допомогти проєкту, виправивши або дописавши її. |